# José Mariano Vallejo
José Mariano Vallejo y Ortega (Albuñuelas, Granada, 23 de mayo de 1779 - Madrid, 4 de marzo de 1846) fue un matemático, ingeniero y pedagogo español, uno de los más importantes matemáticos españoles de la primera mitad del siglo XIX, hermano del también matemático y militar Andrés Vallejo y de Ortega, que se ocupó de editar y añadir a las obras de su hermano (Gentil Baldrich, 1999 y Gil Novales, 1991).

## Biografía
Hijo de Baltasar Vallejo y de Manuela Ortega, su formación matemática la inicia en la Facultad de Filosofía y Artes de la Universidad de Granada y la continúa luego en Sección de Arquitectura de la Real Academia de Bellas Artes de San Fernando en Madrid, ayudado por alguno de sus maestros, como Antonio Varas y Portilla, quien le indicó la necesidad de unir al conocimiento de las matemáticas el de la física y química; así que asistió a las clases de Física de Joaquín González de la Vega, las de Mineralogía de Cristiano Herrgen, las de Química de Luis Proust, y las de Botánica de Antonio Cavanilles y Francisco Antonio Cea, sintiéndose atraído en especial por el estudio de la ingeniería hidráulica (Gentil Baldrich, 1999 y Gil Novales, 1991). En Madrid, además, tiene acceso a la copiosa biblioteca de la Academia, donde figuraban algunas de las obras matemáticas más importantes de la época, entre ellas los Elementos de Matemáticas de Benito Bails que recopilaban lo más novedoso de las matemáticas publicado en la segunda mitad del siglo XVIII y a cuya Geometría uniría unas Adiciones a la Geometría de don Benito Bails en 1806. Se le encargó del curso de Geodesia en 1801 y en 1802 fue catedrático de Matemáticas, Fortificación, Ataque y Defensa de plazas del Seminario de Nobles de Madrid. Por entonces publicó su Aritmética de niños (Vallejo, 1804), muy reimpresa, y su Complemento (Vallejo, 1836).
En 1807 publicó su obra más importante a juicio actual, la Memoria sobre la curvatura de las líneas (Vallejo, 1807). En cuanto a su Tratado elemental de matemáticas (Vallejo, 1812-1813 y Vallejo, 1817) es una obra enciclopédica que, aunque no tan vasta como la de Benito Bails, está más actualizada; la estima que mereció entonces la demuestran sus constantes reimpresiones y el hecho de que fuera recomendada por la Universidad de Salamanca y por la Corona para que se reimprimiera sin costa añadida alguna en las Américas.
Fue académico de la de Ciencias y Artes de Barcelona y Oficial de la Secretaría del Consejo y Cámara de Castilla y tomó posesión de su plaza de diputado en las Cortes de Cádiz el 28 de abril de 1813; en los escasos seis meses en que ejerció, tuvo diversos enfrentamientos con políticos profesionales como Agustín Argüelles (sobre libertad de imprenta) y José Mejía Lequerica (sobre la circulación de la moneda), y formó parte de una Comisión de Agricultura que le despertó un interés que más tarde habría de desarrollar en una Memoria que leyó en el Jardín Botánico de Madrid el 18 de octubre de 1815. Fue agregado al Laboratorio de fuegos artificiales de artillería de Cádiz, 1812. Oficial de la Secretaría de Gobernación en 1813, en 1817 es Bibliotecario de la Sociedad Económica Matritense y entre 1818 y 1821 contador del Colegio de Sordomudos. Dirigió el Gabinete geográfico (1819-1820). Con la revolución de Rafael del Riego, ingresa en el Ateneo de Madrid y en la Sociedad Patriótica de Amantes del Orden Constitucional. Fue Oficial de la Secretaría de Gobernación en la sección de correos, caminos, canales y puertos en 1821 y miembro de la Dirección General de Estudios entre 1822 y 1823. En este último año emigró a Francia como liberal que era, y allí publica diversas obras didácticas sobre aprendizaje de lectura, escritura y matemáticas y viaja por Francia, Bélgica, Inglaterra y Holanda. En 1829 concibe diversos proyectos de canalización de aguas. Regresa a España en 1832 y es nombrado en 1835 director general de Estudios y en 1836 procurador en Cortes por Granada.
En 1839 discurre cómo traer aguas limpias a Madrid y en 1839 cómo construir un telescopio. Senador electo por Granada, juró el 18 de octubre de 1843. con carácter póstumo aparecieron su Tratado completo de Matemáticas (Vallejo, 1856) y su Álgebra (Vallejo, 1856)
Usa modernamente los números negativos, que algunos todavía no admitían como números enteros, y puso toda su influencia en juego para que España adoptase el sistema métrico decimal, pero a veces se muestra algo crédulo con la Astrología (tal vez por interés crematístico, ya que los matemáticos desde antiguo sacaban pingües beneficios con la edición de calendarios astrológicos para agricultores, y él mismo se interesó por escribirlos) y, también, curiosamente, mantuvo buenas relaciones e incluso amistad con el infante Carlos María Isidro, a quien dedicó su Memoria sobre agricultura.

### Obras del autor
- Vallejo, J. M. (1804). Aritmética de niños. Madrid, muy reimpresa.
- Vallejo, J. M. (1836). Complemento. Madrid.
- Vallejo, J. M. (1807). Memoria sobre la curvatura de las líneas. Madrid.
- Vallejo, J. M. (1812). Tratado completo de Arte Militar. Palma de Mallorca.
- Vallejo, J. M. (1812-1813). Tratado elemental de matemáticas. Palma de Mallorca.
- Vallejo, J. M. (1817). Tratado elemental de matemáticas. Valencia.
- Vallejo, J. M. (1815). Disertación sobre el modo de perfeccionar la Agricultura. Madrid.
- Vallejo, J. M. (1815). Compendio de Mecánica práctica. Madrid.
- Vallejo, J. M. (1819-1840). Compendio de Matemáticas puras y mistas. Valencia.
- Vallejo, J. M. (1825). Teoría de la lectura. Madrid.
- Vallejo, J. M. (1826). Modo de poner en ejecución el nuevo método de enseñar a leer. París.
- Vallejo, J. M. (1826). Ideas primarias que deben darse a los niños acerca de los números. París.
- Vallejo, J. M. (1826). Nueva cartilla. París.
- Vallejo, J. M. (1827). Método de enseñar a escribir. París.
- Vallejo, J. M. (1836). Máximas militares y políticas. Madrid.
- Vallejo, J. M. (1833). Tratado sobre el movimiento y aplicaciones de las aguas. Madrid.
- Vallejo, J. M. (1834). Instrucción para enseñar a leer. Madrid.
- Vallejo, J. M. (1834). Nociones geográficas y astronómicas para comprender la nueva división del territorio español. Madrid.
- Vallejo, J. M. (1839). Memoria en que se trata de algunos puntos relativos al sistema del mundo y formación del globo terrestre. Madrid.
- Vallejo, J. M. (1840). Definiciones y extractos de las principales reglas y operaciones de la Aritmética. Madrid.
- Vallejo, J. M. (1840). Explicación del sistema decimal. Madrid.
- Vallejo, J. M. (1842). Nociones generales de ideología y gramática española. Madrid.
- Vallejo, J. M. (1844). Nueva construcción de caminos de fierro. Madrid.
- Vallejo, J. M. (1845). Programa llamando licitadores a la empresa de traída de aguas a Madrid. Madrid.
- Vallejo, J. M. (1856). Tratado completo de Matemáticas. París.
- Vallejo, J. M. (1856). Álgebra. Besanzon-París.